# Michael Lantieri
Michael Lantieri (Los Angeles, 13 agosto 1954) è un effettista statunitense.
Esperto degli effetti speciali cinematografici è stato il regista del film Komodo. Ha lavorato in diversi film con Steven Spielberg.

## Filmografia

### Effetti speciali
- Heartbeeps, regia di Allan Arkush (1981) - con il nome di Mike Lanteri
- Flashdance, regia di Adrian Lyne (1983)
- Giochi stellari (The Last Starfighter), regia di Nick Castle (1984)
- La signora in rosso (The Woman in Red), regia di Gene Wilder (1984)
- Ladro di donne (Thief of Hearts), regia di Douglas Day Stewart (1984)
- Ammazzavampiri (Fright Night). regia di Tom Holland (1985)
- Ritorno dalla quarta dimensione (My Science Project), regia di Jonathan R. Betuel (1985)
- Poltergeist II - L'altra dimensione (Poltergeist II: The Other Side), regia di Brian Gibson (1986)
- A scuola con papà (Back to School), regia di Alan Metter (1986)
- Rotta verso la Terra (Star Trek IV: The Voyage Home), regia di Leonard Nimoy (1986)
- Le streghe di Eastwick (The Witches of Eastwick), regia di George Miller (1987)
- Un folle trasloco (Moving), regia di Alan Metter (1988)
- Chi ha incastrato Roger Rabbit (Who Framed Roger Rabbit), regia di Robert Zemeckis (1988)
- Due palle in buca (Caddyshack II), regia di Allan Arkush (1988)
- I gemelli (Twins), regia di Ivan Reitman (1988)
- Indiana Jones e l'ultima crociata (Indiana Jones and the Last Crusade), regia di Steven Spielberg (1989)
- Ritorno al futuro - Parte II (Back to the Future - Part II), regia di Robert Zemeckis (1989)
- Ritorno al futuro - Parte III (Back to the Future Part III), regia di Robert Zemeckis (1990)
- Hook - Capitan Uncino (Hook), regia di Steven Spielberg (1991)
- La morte ti fa bella (Death Becomes Her), regia di Robert Zemeckis (1992)
- Dracula di Bram Stoker (Bram Stoker's Dracula), regia di Francis Ford Coppola (1992)
- Alive - Sopravvissuti (Alive), regia di Frank Marshall (1993)
- Jurassic Park, regia di Steven Spielberg (1993)
- I Flintstones (The Flintstones), regia di Brian Levant (1994)
- Mr. Payback: An Interactive Movie, regia di Bob Gale - cortometraggio (1995)
- Casper, regia di Brad Silberling (1995)
- Congo, regia di Frank Marshall (1995)
- La chiave magica (The Indian in the Cupboard), regia di Frank Oz (1995)
- Matilda 6 mitica (Matilda), regia di Danny DeVito (1996)
- Mars Attacks!, regia di Tim Burton (1996)
- Il mondo perduto - Jurassic Park (The Lost World: Jurassic Park), regia di Steven Spielberg (1997)
- Un topolino sotto sfratto (Mouse Hunt), regia di Gore Verbinski (1997)
- Paulie - Il pappagallo che parlava troppo (Paulie), regia di John Roberts (1998)
- Deep Impact, regia di Mimi Leder (1998)
- Wild Wild West, regia di Barry Sonnenfeld (1999)
- The Astronaut's Wife - La moglie dell'astronauta (The Astronaut's Wife), regia di Rand Ravich (1999)
- La neve cade sui cedri (Snow Falling on Cedars), regia di Scott Hicks (1999)
- Il sesto giorno (The 6th Day), regia di Roger Spottiswoode (2000)
- A.I. - Intelligenza artificiale (A.I. Artificial Intelligence), regia di Steven Spielberg (2001)
- Jurassic Park III, regia di Joe Johnston (2001)
- Minority Report, regia di Steven Spielberg (2002)
- Hulk, regia di Ang Lee (2003)
- Seabiscuit - Un mito senza tempo (Seabiscuit), regia di Gary Ross (2003)
- La casa di sabbia e nebbia (House of Sand and Fog), regia di Vadim Perelman (2003)
- Starship Troopers 2 - Eroi della federazione (Starship Troopers 2: Hero of the Federation), regia di Phil Tippett (2004)
- The Terminal, regia di Steven Spielberg (2004)
- Polar Express, regia di Robert Zemeckis (2004)
- Lemony Snicket - Una serie di sfortunati eventi (Lemony Snicket's A Series of Unfortunate Events), regia di Brad Silberling (2004)
- Monster House, regia di Gil Kenan (2006)
- Superman Returns, regia di Bryan Singer (2006)
- Pirati dei Caraibi - La maledizione del forziere fantasma (Pirates of the Caribbean: Dead Man's Chest), regia di Gore Verbinski (2006)
- Superman Returns - videogioco (2006)
- La leggenda di Beowulf (Beowulf), regia di Robert Zemeckis (2007)
- Spiderwick - Le cronache (The Spiderwick Chronicles), regia di Mark Waters (2008)
- Superhero - Il più dotato fra i supereroi (Superhero Movie), regia di Craig Mazin (2008)
- Agente Smart - Casino totale (Get Smart), regia di Peter Segal (2008)
- Hotel Bau (Hotel for Dogs), regia di Thor Freudenthal (2009)
- The Macabre World of Lavender Williams, regia di Nick Delgado - cortometraggio (2009)
- Land of the Lost, regia di Brad Silberling (2009)
- A Christmas Carol, regia di Robert Zemeckis (2009)
- Alice in Wonderland, regia di Tim Burton (2010)
- Milo su Marte (Mars Needs Moms), regia di Simon Wells - film d'animazione (2011)
- L'amore all'improvviso - Larry Crowne (Larry Crowne), regia di Tom Hanks (2011)
- Crazy, Stupid, Love, regia di Glenn Ficarra e John Requa (2011)
- Flight, regia di Robert Zemeckis (2012)
- Escape Plan - Fuga dall'inferno (Escape Plan), regia di Mikael Håfström (2013)
- Darkest Minds (The Darkest Minds), regia di Jennifer Yuh (2018)

### Regista
- Komodo (1999)

## Premi e riconoscimenti

### Premio Oscar
- 1990 - Candidatura ai migliori effetti speciali per Ritorno al futuro - Parte II
- 1992 - Candidatura ai migliori effetti speciali per Hook - Capitan Uncino
- 1994 - Migliori effetti speciali per Jurassic Park
- 1998 - Candidatura ai migliori effetti speciali per Il mondo perduto - Jurassic Park
- 2002 - Candidatura ai migliori effetti speciali per A.I. - Intelligenza artificiale

### Saturn Award
- 1987 - Candidatura ai migliori effetti speciali per Rotta verso la Terra
- 1988 - Candidatura ai migliori effetti speciali per Le streghe di Eastwick
- 1994 - Migliori effetti speciali per Jurassic Park
- 1996 - Candidatura ai migliori effetti speciali per Congo
- 1997 - Candidatura ai migliori effetti speciali per Mars Attacks!
- 1998 - Candidatura ai migliori effetti speciali per Il mondo perduto - Jurassic Park
- 2001 - Candidatura ai migliori effetti speciali per Il sesto giorno
- 2002 - Migliori effetti speciali per A.I. - Intelligenza artificiale
- 2003 - Candidatura ai migliori effetti speciali per Minority Report
- 2004 - Candidatura ai migliori effetti speciali per Hulk
- 2015 - Candidatura ai migliori effetti speciali per Jurassic World